# クー・ロイ
ク・ロイ（CU RUI、CU Raoi　CúRoí CúRuí、CúRaoi　 macDáire）は、アルスターサイクルに登場するミュンスター王。本名はク・ロイ・マックドリー。その名はおそらく「平野/野原の猟犬」、"戦場の犬"を意味する。彼は超人な能力を持ち、魔法の力を備えた変装の達人として描かれています。武勇のみならず魔力にも優れた大英雄で、変化の力や不死の力を持っていた。クー・フーリンと互角に渡り合うほどの実力を持つ。
ブリクリウの饗宴ではコナルとロイガレを前にクー・フーリンを真の勇者と讃え、アルスターとコナハトの諍いには当初不干渉を貫いていたもののアルスター側から人が訪れたことを知ってクー・フーリン支援に傾く。
ク・ロイはクー・フーリンの手で殺されたとされる。クー・フーリンは一年間の潜伏を迫られた。島の王女ブラーナの手助けによってク・ロイの不死の秘密を暴き彼を殺した。一説に「スリーブミッシュ山脈の川に住み七年に一度だけ浮上する鮭の腹の中のりんご」にク・ロイの魂が入っていたのだという。が、ク・ロイの詩人はブラーナの裏切りに怒り、彼女を道連れに崖下へ身を投げた。

### ノート
1. ↑  Sir John Rhys, Celtic Britain. 3d ed. London, 1904. p. 286; see also T.F. O'Rahilly, Early Irish History and Mythology. Dublin, 1946. p. 6.
2. ↑  Kuno Meyer, "Brinna Ferchertne." ZCP 3 (1901). 40-46: 41 n. 4; Kershaw, The One-Eyed God. JIES 36. p. 159.
3. ↑  O'Rahilly, p. 49

### 一次情報源
- アムラコンロイ
  - Henry、PL（ed。and tr。 ）。 「 Amra Con Roi （ACR）：議論、編集、翻訳。」 エチュードCeltiques 31（1995）：179から94：186から94。
  - ストークス、ホイットリー 。 「クルイ（アムラチョンロイ）の賛辞」 エリュー 2（1905）：1-4。
- TáinbóCúailnge （Recension I）、ed。とtr。 セシリー・オラヒリー、 タイン・ボ・クアルンゲのリクレーション1 。 ダブリン： DIAS 、1976。 CELTから入手可能なテキストと翻訳 。
- TáinbóCúailnge （Recension II、Book of Leinster）、ed。とtr。 ed。とtr。 セシリー・オラヒリー、 レイン・ブックのタイン・ボ・クアルンゲ 。 ダブリン： DIAS 、1967（再版：1970）。 CELTから入手可能なテキストと翻訳 。
- Culhwch ac Olwen 、エド。 レイチェルブロムウィッチとD.サイモンエヴァンス、 クルフチとオルウェン：最古のアーサー王物語の版と研究 。 ウェールズ大学出版局、1992年。 ISBN 0-7083-1127-X